# Lethrus tschatkalensis
Lethrus tschatkalensis là một loài bọ cánh cứng trong họ Geotrupidae. Loài này được Protzenko miêu tả khoa học năm 1965.